# Phạm Ngọc Phương Anh
Phạm Ngọc Phương Anh (sinh ngày 14 tháng 6 năm 1998) là một á hậu, biên tập viên thời sự và người mẫu người Việt Nam, từng đạt danh hiệu Hoa khôi Nữ sinh Áo dài 2015, Á hậu 1 Hoa hậu Việt Nam 2020 và là đại diện của Việt Nam tại Hoa hậu Quốc tế 2022.

## Tiểu sử
Phạm Ngọc Phương Anh sinh ra và lớn lên tại Thành phố Hồ Chí Minh. Phương Anh sở hữu chiều cao 1m77, số đo 3 vòng lần lượt là 82-61-90.
Ngay từ nhỏ Phương Anh đã gây ấn tượng với bạn bè vì khả năng học tập nổi trội. Cô từng là thủ khoa đầu vào khối song ngữ Trường Trung học Phổ thông Chuyên Lê Hồng Phong. Cô cũng giành ngôi vị cao nhất tại cuộc thi Hoa khôi Áo dài Nữ sinh Việt Nam 2015 khi đang còn là học sinh lớp 11.
Tốt nghiệp Phổ thông Trung học với điểm trung bình học tập đứng nhất lớp, cô theo học tại Đại học RMIT. Tại đây cô nhận được học bổng toàn phần cho 4 năm học của mình. Cuối tháng 3 năm 2021, Phương Anh tốt nghiệp thủ khoa ngành Hệ thống quản lý thông tin tại Đại học RMIT với số điểm 3.5/4 . Tháng 9 năm 2021, Phương Anh thông báo nhận học bổng 50% ngành Thương mại toàn cầu (Master of Global Trade) của Trường Đại Học RMIT, cuối năm đó, bà Phạm Thị Kim Dung (CEO Công ty Cổ phần Quảng cáo Sen Vàng - đơn vị quản lý của á hậu Phương Anh) đã quyết định dành tặng cô 50% giá trị học bổng còn lại.
Phương Anh tham gia cuộc thi Hoa hậu Việt Nam 2020 khi đã gần hoàn thành việc học của mình và muốn thử sức và có trải nghiệm ở những cuộc thi có quy mô lớn hơn. Tại cuộc thi cô vào Top 5 Người đẹp Tài năng với phần thuyết trình về áo dài, cô đã sử dụng thành thạo song ngữ Anh, Pháp và giành ngôi vị Á hậu 1 của cuộc thi bên cạnh Hoa hậu Đỗ Thị Hà và Á hậu 2 Nguyễn Lê Ngọc Thảo.
Từ năm 2022, Phạm Ngọc Phương Anh được chọn làm biên tập viên thời sự của kênh VTV9. Cô trở thành biên tập viên trẻ nhất trong gần nhiều năm trước đó. Ngày 13 tháng 6 năm 2022, cô nhận được công bố chính thức đại diện Việt Nam tham dự cuộc thi nhan sắc  Hoa hậu Quốc tế.

## Các cuộc thi quốc tế

### Hoa hậu Quốc tế 2022
Phương Anh trở thành đại diện Việt Nam tham gia cuộc thi Hoa hậu Quốc tế 2022 sẽ được tổ chức tại Nhật Bản sau khi Tổ chức Hoa hậu Quốc tế xác nhận ấn bản cuộc thi năm 2021 tiếp tục bị hủy bỏ do ảnh hưởng của đại dịch COVID-19. Đây là năm thứ hai liên tiếp cuộc thi bị hoãn.
Trong đêm chung kết, dù không có mặt trong Top 15 người đẹp nhưng cô đã có những màn trình diễn xuất sắc và nhận được sự yêu mến từ người hâm mộ.

## Đời tư
Tối ngày 8 tháng 4 năm 2023, Á hậu Phương Anh được bạn trai doanh nhân cầu hôn trước sự chứng kiến của nhiều sao Việt, tại một sự kiện ở Phú Quốc. Chồng sắp cưới của cô đang học tiến sĩ ở Anh. Phương Anh tiết lộ cặp đôi đã yêu đương nhau 1 năm trước khi đi đến quyết định về chung nhà trong năm 2023. Dù chênh lệch 4 tuổi nhưng doanh nhân tên Đức Hồ được khen ngợi bởi ngoại hình bảnh bao, "xứng đôi vừa lứa" với bạn gái là Á hậu.